# Calendimaggio (Assisi)
Il Calendimaggio di Assisi (talvolta anche trascritto Kalendimaggio) è una festa che si celebra ogni primo mercoledì, giovedì, venerdì e sabato dopo il 1º maggio di tutti gli anni, per salutare l'arrivo della primavera. Si sfidano, per la conquista del palio, le due Parti nelle quali è divisa la città, la Nobilissima Parte de Sopra e la Magnifica Parte de Sotto, attraverso lo svolgimento di cortei in costumi medievali (XIII secolo circa - metà del XV), scene recitate di rievocazione di vita medievale nei vicoli della città ed esibizioni musicali: a decretare la Parte vincitrice è una giuria, composta da esperti di fama internazionale, cioè uno storico, un musicologo e una personalità del mondo dello spettacolo.

## Storia del Calendimaggio
La festa del Calendimaggio vuole riprendere e far rivivere antiche consuetudini pagane che celebravano, in questo periodo, il ritorno della primavera e quindi il rinnovarsi del ciclo della vita, feste e riti in uso presso l'antico popolo degli Umbri.
A ciò si unisce la tradizione delle "canzoni di maggio", composizioni di poesie da ballo e di canti, attestate anche nelle vecchie cronache e nei documenti che riguardano la vita di San Francesco (e sono evocative delle sue abitudini), ma che, alla fine del Medioevo, subirono probabilmente anche l'influenza provenzale e francese: esse erano eseguite da brigate di giovani che si spostavano gaiamente nei vari rioni della città, all'inizio, appunto, del mese di maggio.
La terza componente della manifestazione risale anch'essa al periodo medievale, quando Assisi, all'inizio del XIV secolo, raggiunse il massimo dello splendore ed iniziarono le divisioni interne, d'altronde ben presenti nel panorama delle lotte comunali di tutta l'Italia, tra una "Parte di Sopra" (Ghibellini) e una "Parte di Sotto" (Guelfi), facenti capo alle famiglie rivali prima dei Brancaleone e poi dei Nepis per la Parte de Sopra e dei Fiumi (conti di Sterpeto) per la "Parte de Sotto".
Nel corso di tale epoca caratterizzata da discordie e lotte civili, però, si mantenne sempre viva la consuetudine di celebrare la festa della primavera, che prese il nome di Calendimaggio e, durante la quale, si usava eleggere un Re della festa. Questa usanza si protrarrà per secoli, per poi essere profondamente rinnovata - ma sempre nel rispetto dell'antica tradizione - nel XX secolo: nella nuova forma del tutto originale, essa fu inaugurata per la prima volta nel 1927 per volere dell'allora podestà assisano Arnaldo Fortini, laddove cantori delle diverse "cappelle" cittadine si riunirono per intonare serenate ispirandosi a passate abitudini. La festa venne sospesa durante la seconda guerra mondiale, ma riprese vigore nel 1947; nel 1954, infine, per iniziativa di alcuni intellettuali locali, assunse la conformazione che conserva tuttora. La piazza del Comune è il centro pulsante della manifestazione.

## Il Calendimaggio oggi
Nell'epoca contemporanea il Calendimaggio di Assisi rimane una delle poche manifestazioni che rispettano le fonti storiche, prima fra tutte l'intensa partecipazione popolare; poiché sono proprio i cittadini ad esserne linfa e meccanismo. Ridotta negli anni ottanta a mera festa di paese, nel successivo ventennio è gradualmente tornata alla sua autentica e originale natura.
A partire dall'edizione 2015, il programma ha subito alcune modifiche nell'ottica di rendere la festa fruibile a un più vasto pubblico.
Il 25 marzo 2020, attraverso un comunicato ufficiale, il Consiglio Direttivo dell'Ente dichiara l'edizione 2020 annullata in favore di quella dell'anno successivo (5-6-7-8 maggio 2021): l'emergenza sanitaria dilagata in Italia non ha infatti consentito alle parti un'adeguata preparazione della festa. Non era, fino a ora, accaduto che un'edizione della festa fosse dichiarata impossibile da svolgere per cause di forza maggiore.

## Svolgimento della manifestazione (fino al 2014)[4]
La festa si svolge secondo le seguenti modalità (la prima di pomeriggio, la seconda di sera):

### Giovedì
- Benedizione dei vessilli e consegna delle chiavi: i vessilli vengono benedetti, per la Parte de Sopra, presso la cattedrale di San Rufino, e, per la Parte de Sotto, presso la basilica di San Francesco, unico momento religioso della festa; successivamente le due Parti sfilano fino alla piazza del Comune, dove il Maestro de Campo riceve le chiavi dal sindaco, assumendo i poteri della città; a lui viene anche riconsegnato il Palio, da parte della Parte che lo ha vinto l'anno precedente.
- Scene di Parte: le scene (scene di vita medievale) vengono effettuate dalla Parte che l'anno precedente ha vinto le gare di Madonna Primavera; seguono eventi diversi, quali recitazioni in dialetto o in lingua dell'epoca, spettacoli, musiche medievali.

### Venerdì
- Elezione di Madonna Primavera: dieci giovani, cinque per Parte, sono candidate Madonna Primavera, dopo un corteo fino in piazza del Comune; la Parte che ha vinto la sfida dei giochi medievali (tiro alla fune, corse delle tregge, cioè slitte, tiro con la balestra) può quindi eleggerla tra le sue cinque giovani: cinque arcieri, ognuno corrispondente a una fanciulla, gareggiano per far vincere la propria Madonna.
- Scene di Parte: le scene vengono effettuate dalla Parte che il giorno prima non le aveva fatte.

### Sabato
- Cortei di Parte e bandi di sfida: i cortei sono composti da racconti medioevali accompagnati da musiche e danze, il bando è una lotta con le parole tra le parti, acclamate dai partaioli.
- Cortei della sera ed esibizione dei cori: alla luce delle fiaccole e delle torce le Parti ritornano nella piazza con il corteo della sera, dopodiché inizia l'esibizione dei Cori, i quali eseguono i tre brani di sfida, al termine dei quali la giuria si ritira ed elabora il verdetto.

### Assegnazione del Palio
Dopo un'attesa che può durare ore, il Maestro del Campo assegna il Palio con la seguente formula:
Infine sventola per aria il fazzoletto del colore della parte vincente (blu per la Parte de Sopra, rosso per quella de Sotto). La Parte vincitrice riceve dunque il Palio, e ne avrà cura fino all'anno successivo.

## Svolgimento dall'edizione 2015 e seguenti

### Mercoledì
- Benedizione dei vessilli e consegna delle chiavi.
- Restituzione del Palio e lettura dei bandi di sfida.
- Scene della parte che l'anno precedente aveva vinto i giochi di Madonna Primavera.

### Giovedì
- Giochi medievali ed elezione di Madonna Primavera.
- Scene della Parte che non le ha svolte la sera precedente.

### Venerdì
- Spettacolo a cura dell'Ente Calendimaggio.
- Sfida tra i tamburini delle due Parti.
- Cortei notturni.

### Sabato
- Cortei diurni.
- Sfida canora.
- Assegnazione del Palio.

## Vincitori degli anni passati
- 1954: Parte de Sotto
- 1955: Parte de Sotto
- 1956: Parte de Sopra
- 1957: Parte de Sopra
- 1958: Parte de Sopra
- 1959: non assegnato
- 1960: Parte de Sotto
- 1961: Parte de Sopra
- 1962: Parte de Sotto
- 1963: ex aequo
- 1964: Parte de Sopra
- 1965: Parte de Sotto
- 1966: Parte de Sotto
- 1967: Parte de Sopra
- 1968: Parte de Sopra
- 1969: Parte de Sopra
- 1970: Parte de Sopra
- 1971: Parte de Sotto
- 1972: Parte de Sopra '[5]
- 1973: Parte de Sopra
- 1974: Parte de Sotto
- 1975: Parte de Sopra
- 1976: Parte de Sotto
- 1977: Parte de Sopra
- 1978: Parte de Sotto
- 1979: Parte de Sotto
- 1980: Parte de Sopra
- 1981: non assegnato[6]
- 1982: Parte de Sotto
- 1983: Parte de Sopra
- 1984: Parte de Sotto
- 1985: Parte de Sopra
- 1986: Parte de Sotto

- 1987: Parte de Sopra
- 1988: Parte de Sotto
- 1989: Parte de Sopra
- 1990: Parte de Sopra
- 1991: Parte de Sopra
- 1992: Parte de Sotto
- 1993: Parte de Sotto
- 1994: Parte de Sopra
- 1995: Parte de Sotto
- 1996: Parte de Sotto
- 1997: Parte de Sopra
- 1998: Parte de Sotto
- 1999: Parte de Sopra
- 2000: Parte de Sopra
- 2001: Parte de Sotto
- 2002: Parte de Sopra
- 2003: Parte de Sopra
- 2004: Parte de Sotto
- 2005: Parte de Sopra
- 2006: Parte de Sotto
- 2007: Parte de Sopra
- 2008: Parte de Sotto
- 2009: Parte de Sotto
- 2010: Parte de Sotto
- 2011: Parte de Sopra
- 2012: Parte de Sopra
- 2013: Parte de Sotto
- 2014: Parte de Sotto
- 2015: Parte de Sotto
- 2016: Parte de Sopra
- 2017: Parte de Sotto
- 2018: Parte de Sopra
- 2019: Parte de Sopra
- 2020: non assegnato[7]
- 2021: non assegnato[7]
- 2022: Parte de Sopra
- 2023: Parte de Sotto
- 2024: Parte de Sopra
- 2025: Parte de Sotto

Vittorie totali:
Parte de Sopra - 35
Parte de Sotto - 32